# Radonić (Drniš)
Radonić falu Horvátországban Šibenik-Knin megyében. Közigazgatásilag Drnišhez tartozik.

## Fekvése
Šibeniktől légvonalban 13, közúton 17 km-re északkeletre, községközpontjától légvonalban 13, közúton 21 km-re délnyugatra, Dalmácia középső részén, a Kremen-hegy északi lábánál fekszik. Ma Radonić egy része Drniš községhez és a mirlovići Nagyboldogasszony plébániához, másik része Šibenik községhez és a konjevrati Keresztelő Szent János plébániához tartozik.

## Története
Radonić területe már ősidők óta lakott. A mai település valószínűleg a környező falvakkal egyidőben, a šibeniki püspökség alapítása 1298 után keletkezett. A történeti források a 14. és a 15. században Šibenikhez tartozó településként említik. Neve valószínűleg a középkori "Radićani" nevű hely, vagy a középkori (1443-ban említett) konjevrati Radunić-Raduničić nemzetség nevéből származik. Lakói főként mezőgazdaságból, állattenyésztésből éltek és a környező szántóföldeket, kerteket és szőlőket művelték, terményeiket a közeli városban adták el. Az élet viszonylag békésen zajlott egészen 1463-ig amikor a török meghódította Boszniát. Ezután a Šibeniktől északra fekvő többi településsel együtt lakói állandó rettegésban éltek. Az állandó fenyegetettség miatt elsősorban Šibenik városától,  a velencei hatóságoktól vártak védelmet. Az első nagyobb támadás 1468 őszén érte ezt a vidéket amikor Radonić, Brnjica, Goriš és Pokrovnik falvakat rabolta ki és pusztította el a török, lakosságukat pedig elűzte, vagy rabságba hurcolta. Ezekről a véres napokról számolt be a neves šibeniki költő és történetíró, székeskáptalani kanonok, a püspökség általános vikáriusa Juraj Šižgorić 1477-ben írt „Elegiarum et carminum libri tres” (Elégiák és költemények könyve) című művében. Ezt több támadás is követte, melyek következtében a megmaradt lakosság is a partmenti városokban és a szigeteken keresett menedéket. Sorra estek el a környező erősségek is, így Skradin és Knin 1522-ben, Ostrovica 1523-ban, Klissza 1537-ben. 1543-ban a török felégette Pokrovnikot, melyet akkor Ugarcinak neveztek. Ezzel a plébánia is megszűnt működni. A török a puszta vidékekre új muszlim lakosságot telepített, de mellettük jöttek morlakoknak nevezett vlach pásztorok is. A vlachok nagyobb arányú betelepülése a 16. század folyamán történt, amikor teljesen benépesítették a Krkától keletre fekvő 33 települést. Ez az állapot a 17. század végéig tartott, amikor a vereségek hatására a muszlim lakosság elmenekült és kisebb számban visszatértek a korábbi menekültek leszármazottai. Közéjük tartoztak a Živkovićok, akiket a šibeniki varoši anyakönyvek még 1668-ban „Xifcouich” alakban említenek. Nagyobb számú új horvát lakosság érkezett Boszniából és Likából. Miután a terület végleg felszabadult a török uralom alól 1677-ben megalapították a mirlovići plébániát, melyhez a korábban Pokrovnikhoz tartozó településeket is hozzácsatolták. A konjevrati plébániát, amely már a šibeniki püspökség alapítása előtt  is létezett még 1648-ban hozzácsatolták a  varoši plébániához. A konjevrati plébániához tartozott Radonić egy része is, amelynek lakói a török távozása után a közelebb fekvő Pokrovnikra temetkeztek. A plébánia csak 1861-ben lett újra önálló, anyakönyveit is azóta vezetik. 1797-ben a Velencei Köztársaság megszűnésével a Habsburg Birodalom része lett. 1806-ban Napóleon csapatai foglalták el és 1813-ig francia uralom alatt állt. Napóleon bukása után ismét Habsburg uralom következett, mely az első világháború végéig tartott. A falunak 1857-ben 684, 1910-ben 885 lakosa volt. Az első világháború után rövid ideig az Olasz Királyság, ezután a Szerb-Horvát-Szlovén Királyság, majd Jugoszlávia része lett. Živkovići nevű településrészén 1953-ban új négyosztályos alapiskolát építettek, mely ma is működik. 1991-ben csaknem teljes lakossága horvát nemzetiségű volt, akik a mirlovići plébániához tartoztak. A településnek 2011-ben 412 lakosa volt.

## Lakosság
| Lakosság változása | Lakosság változása | Lakosság változása | Lakosság változása | Lakosság változása | Lakosság változása | Lakosság változása | Lakosság változása | Lakosság változása | Lakosság változása | Lakosság változása | Lakosság változása | Lakosság változása | Lakosság változása | Lakosság változása | Lakosság változása |
| ------------------ | ------------------ | ------------------ | ------------------ | ------------------ | ------------------ | ------------------ | ------------------ | ------------------ | ------------------ | ------------------ | ------------------ | ------------------ | ------------------ | ------------------ | ------------------ |
| 1857               | 1869               | 1880               | 1890               | 1900               | 1910               | 1921               | 1931               | 1948               | 1953               | 1961               | 1971               | 1981               | 1991               | 2001               | 2011               |
| 684                | 725                | 708                | 758                | 886                | 885                | 821                | 931                | 894                | 912                | 884                | 911                | 727                | 650                | 434                | 412                |